# جیترا

تقسیمات اداری در منطقه کوبانگ پاسو، کداح

جیترا (به انگلیسی: Jitra) یک شهرک و یک موکیم در منطقه کوبانگ پاسو، در شمال کداح، مالزی است. جیترا بعد از الور ستار، سونگای پتانی و کولیم، چهارمین شهرک بزرگ در کداح است.

## تاریخچه
در طی جنگ جهانی دوم، هنگامی که ژاپنی‌ها به مالایا حمله کردند، جیترا یکی از خطوط اصلی دفاعی بود که توسط بریتانیا ایجاد شده بود. یکی از شدیدترین نبردها در هنگام دفاع بریتانیا از مالایا، در اینجا انجام گرفت.

## جاذبه‌های گردشگری
چند مکان دیدنی در جیترا، پارک دارالامان، تفرجگاه ساحلی، پارک راکی داگ، دریاچه دارالامان به همراه پارک آبی مهیج، سندول پولوت جو و یک پارک تفریحی به نام بوکیت وانگ هستند. جیترا که در فاصله تقریبی ۳۰ کیلومتری از مرز تایلند قرار دارد، به یکی از توقف‌گاه‌های اصلی برای گردشگران تایلندی یا مالزیایی‌هایی که می‌خواهند به تایلند سفر کنند بدل شده است.